# Alex Lifeson
Alex Lifeson, OC (născut Aleksandar Živojinović pe 27 august 1953) este un muzician canadian, cel mai cunoscut ca și chitaristul trupei canadiene de muzică rock, Rush. În vara lui 1968, Lifeson a fondat formația care avea să devină Rush împreună cu prietenul și bateristul original al grupului John Rutsey. De atunci a rămas până în prezent membru al trupei Rush.
Pentru Rush, Lifeson cântă la chitare electrice și acustice, instrumente cu coarde cum ar fi mandolina și bouzouki. Este de asemenea vocalist de fundal în concerte iar ocazional cântă și la claviaturi și la sintetizatoare cu pedală bas. Pe lângă muzică, Lifeson este și co-deținător al restaurantului din Toronto, The Orbit Room, fiind și pilot de avion.
Împreună cu colegii săi de formație, Geddy Lee și Neil Peart, Lifeson a fost ridicat la gradul de Ofițer al Ordinului Canadian pe 9 mai 1996. Trioul a fost prima trupă rock onorată cu această distincție ca grup. Pe 1 mai 2007, grupul Rush a lansat Snakes & Arrows — cel de-al optsprezecelea album de studio. După apariția materialului, Lifeson și restul formației au susținut turneul Snakes & Arrows.